# Verkeerstoren

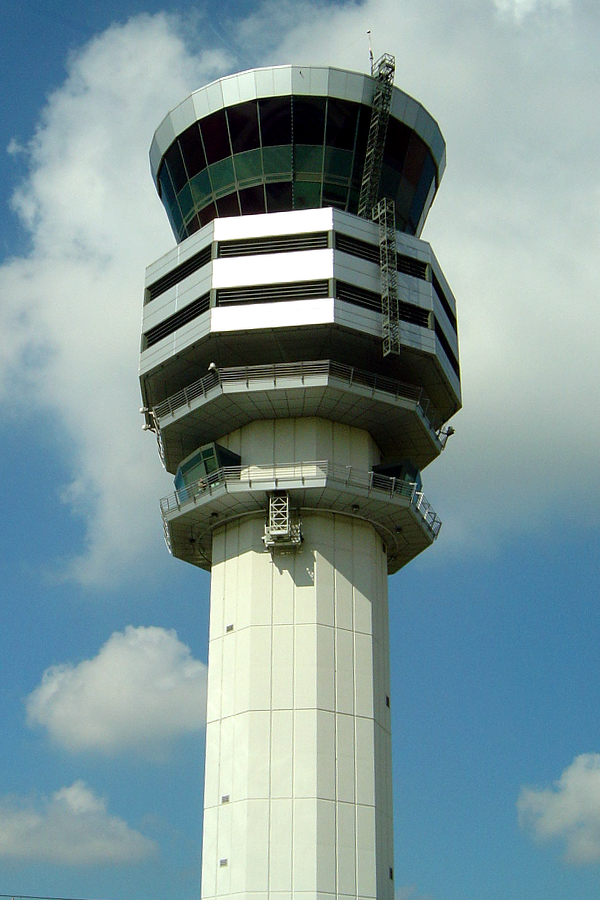
De verkeerstoren van Brussels Airport

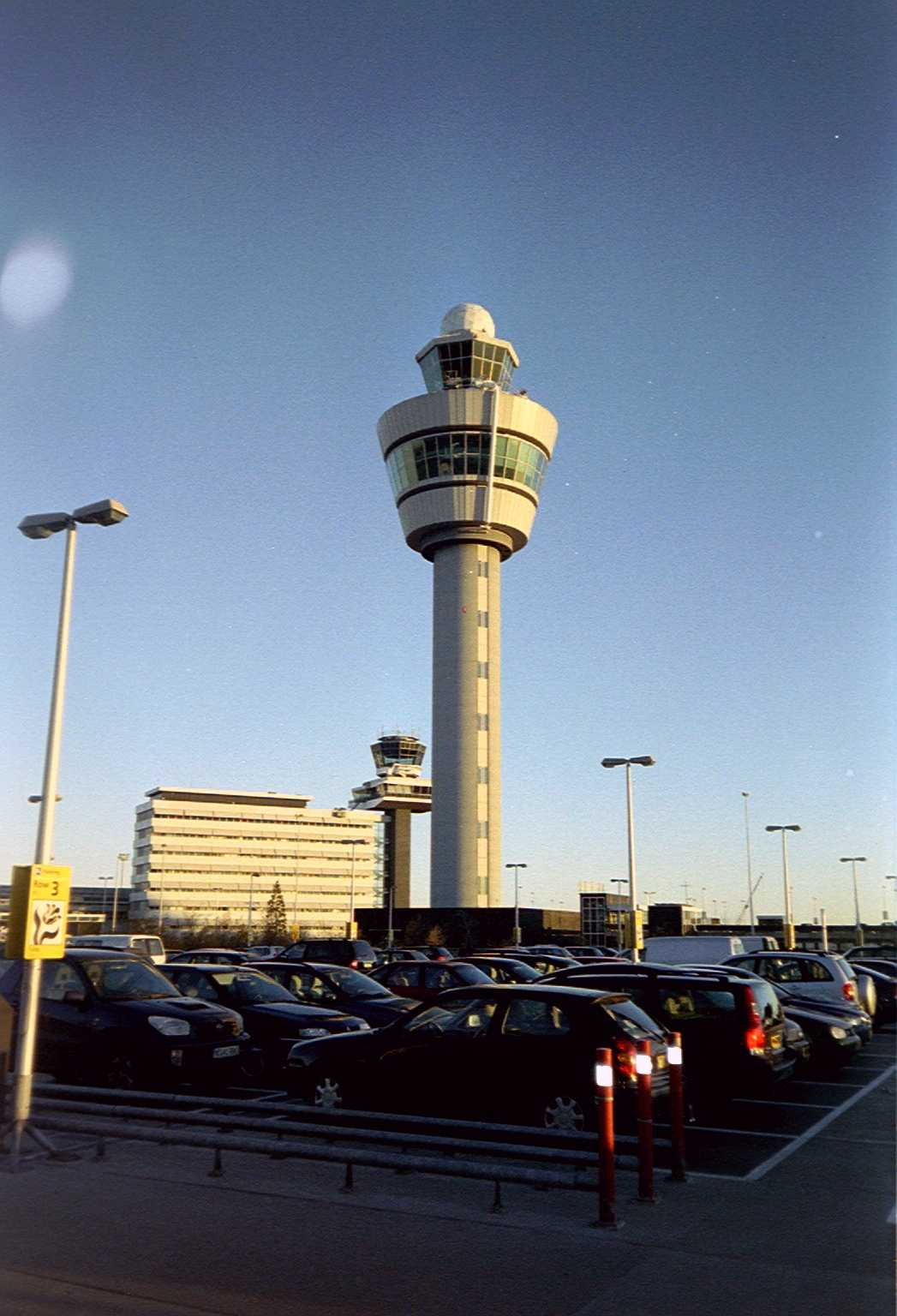
De oude en nieuwe verkeerstoren van Schiphol

Een verkeerstoren of controletoren is een hoge toren op een vliegveld, van waaruit opstijgende, landende en taxiënde vliegtuigen worden begeleid. Verkeerstorens steken doorgaans boven alle andere gebouwen op de luchthaven uit, om de luchtverkeersleiders vrij uitzicht te geven op alle verkeer op de luchthaven. Zolang de verkeersleider zicht heeft op de banen is dit zijn primaire bron van informatie. Loopt het zicht terug, dan wordt hij gedwongen meer op basis van schermen en procedures te gaan werken. Ter compensatie worden dan grotere veiligheidsmarges gehanteerd, waardoor minder toestellen per uur kunnen starten en landen. Door de hoogte van de toren kunnen er op het eerste gezicht op de grond prima zichtcondities heersen, terwijl de verkeersleider al weinig tot niets ziet.
Behalve taxiënde vliegtuigen worden vanuit de verkeerstoren ook alle andere voertuigen begeleid die zich zouden kunnen begeven binnen de gebieden waarin zich ook vliegtuigen bevinden. Denk hierbij aan vliegtuigslepers, verrijdbare trappen, tankauto's, bagagetreintjes, cateringwagens, passagiersbussen, brandweerwagens, auto's van de vogelwacht, auto's van de technische dienst, enzovoort.
Op kleine luchthavens wordt de verkeerstoren soms bemand door niet meer dan één persoon. Op grotere luchthavens, zoals Schiphol en Brussels Airport, kan dat wel oplopen tot tien of meer personen.
Verkeerstorens zijn vaak makkelijk te herkennen aan de radome bovenop. Daarin bevindt zich een SMGCS radarinstallatie die al het verkeer op de luchthaven in de gaten houdt. 
De algemene luchtverkeersleiding (Area Control) en de naderingsverkeersleiding (Approach Control) zitten niet in de verkeerstoren. Deze bevinden zich in een apart gebouw, zonder uitzicht op de luchthaven. Dat is niet nodig voor de begeleiding van vliegtuigen in de hogere luchtlagen.